# フランツィスカ・キンツ
フランツィスカ・キンツ（Franziska Kinz、1897年2月21日 - 1980年4月26日）は、オーストリアの女優。

## 出演作品
- マヅルカ
- 若きエリカの悲しみ
- あかつき
- ウィリアム・テル
- 淪落の女の日記